# Антикоммунистическое движение в Чехословакии

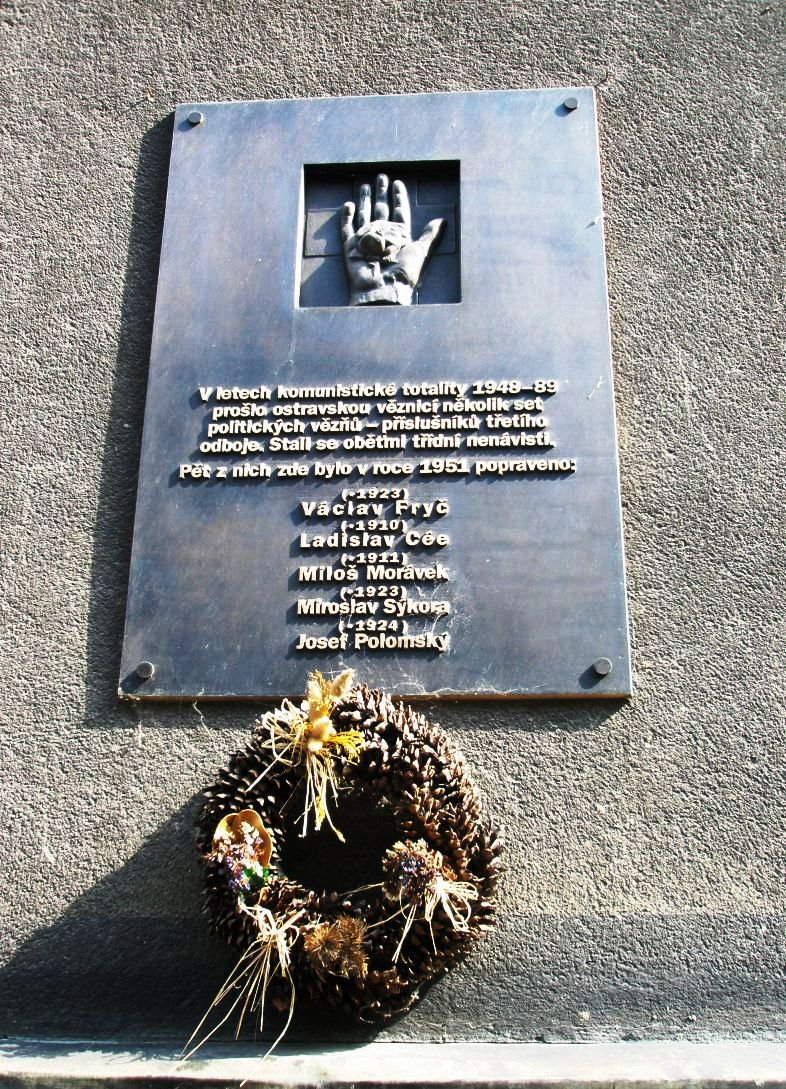
Мемориальная доска на стене тюрьмы в Моравской Остраве в память жертв третьего сопротивления

Антикоммунистическое движение в Чехословакии (чеш. Československý protikomunistický odboj), в чешской историографии также именуется «Третьим сопротивлением» (чеш. Třetí odboj) — борьба различных антикоммунистических подпольных организаций и вооружённых групп, сформированных после коммунистического переворота в Чехословакии в феврале 1948 года. Основная фаза сопротивления завершилась примерно в 1956 году, окончательное прекращение сопротивления случилось после Бархатной революции в ноябре 1989 года.

## Организации антикоммунистического Сопротивления

### Общественные организации
- Клуб бывших политических заключенных (Клуб 231, К 231, чеш. Klub bývalých politických vězňů, Klub 231)
- Клуб ангажированных беспартийных (чеш. Klub angažovaných nestraníků, KAN)

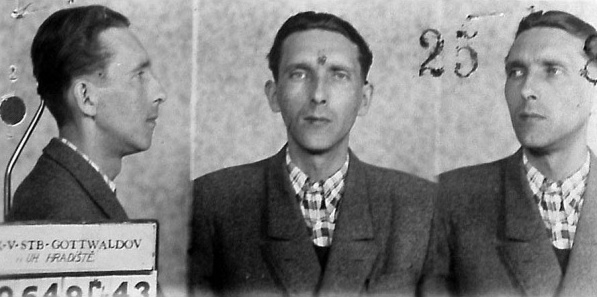
Тюремная фотография Рудольфа Ленхарда из группы «Светлана»

- Хартия-77

### Вооружённые группы
- группа Братьев Машин (чеш. skupina bratří Mašínů)[2]
- группа Чёрный лев 777 (чеш. Černý lev 777)
- группа «Светлана» (чеш. Světlana)
- группа «Ярмила» (чеш. Jarmila)
- группа «Прага—Жатец» (чеш. Praha-Žatec)
- группа «Чанчик—Моравец» (чеш. Čančík-Moravec)
- группа «МАПАЖ» (чеш. MAPAŽ)[3]

### Религиозные группы
- Белый легион (словац. Biela légia)
- Римско-Католическая церковь в подполье